# Штокбант, Исаак Романович
Исаак Романович Штокбант (14 августа 1925, Ленинград — 26 января 2020, Санкт-Петербург) — основатель и художественный руководитель петербургского театра «Буфф», профессор Российского государственного института сценических искусств, Народный артист Российской Федерации (2003), лауреат премии Правительства Санкт-Петербурга за выдающийся вклад в развитие петербургской культуры. Ветеран Великой Отечественной войны, член Союза писателей Санкт-Петербурга.

## Биография
Родился 14 августа 1925 года в Ленинграде в семье инженера Романа Абрамовича и Гуты-Рахиль Абрамовны Штокбант.
Няня Нюша тайком отвела его в Никольскую церковь и его там крестили. Родители купили патефон, и пластинку с монологом из спектакля Мейерхольда «Маскарад», он выучил монолог наизусть и читал его подражая актёру Юрию Михайловичу Юрьеву, в 14 лет он попал на спектакль «Маскарад» в театре им. Пушкина.
Его мама познакомилась с актёром Юрием Юрьевым и попросила его послушать своего сына, он принял их в своей квартире, он прочитал стихотворение Маяковского «о советском паспорте», но актёру стихотворение не понравилось так как он был дворянского происхождения, но сказал, что способности у Исаака есть и ему надо учиться.
Летом 22 июня 1941 года он был на даче в Дудергофе, ему было 15 лет, его мама плакала на кухне, так как по радио объявили о начале войны, он считал тогда, что война закончится через неделю. Жили они на Невском проспекте, 32–34 в двухкомнатной квартире, возле польской церкви. Ходил рыть противотанковые окопы вместе с женщинами и мальчиками-подростками. Во время бомбёжек и он надевал рукавицы и лез на крышу дома и сидя возле трубы следил чтобы на крышу не попали бомбы-зажигалки и тушил их в ящике с песком.
Во время блокады Ленинграда к ним в квартиру переехали родственники, буржуйку топили старинной дубовой столовой, его дедушка умер от голода в первую зиму блокады, он считал себя виновным в его смерти, так как ему отдавали последние кусочки еды, и он не знал, где дедушка был похоронен , после прорыва блокады в 1943 году, был  призван в армию, и он был рад, так как перестал голодать.
Окончил краткосрочные курсы в артиллерийско-миномётном училище в Барнауле.
В 1944 году младший лейтенант Штокбант послан на фронт в артиллерию.
25 апреля 1945 года в боях за высоту 1411 /Австрия/ взвод миномётов под командованием И. Р. Штокбанта уничтожил живую силу противника и подавил вражеский миномет и два ручных пулемета. За этот подвиг Исаак Романович был награждён орденом Красной Звезды.
В конце Великой Отечественной войны, в мае 1945 года, был в Вене командиром взвода батареи 120-мм минометов 326-го стрелкового Верхнеудинского полка 21-й стрелковой Пермской Краснознаменной дивизии 1945 управления, командиром взвода управления и разведки.
После войны служил в танковых войсках: заместителем командира роты по политчасти, позже зам. командира танкового батальона.
Окончил в Москве Военный институт иностранных языков.
Когда началось массовое сокращение армии по решению Никиты Сергеевича Хрущёва, Исаак Штокбант уволился в запас в звании майора. В армии прослужил 17 лет и 3 месяца.
В 1960 году подал документы в Ленинградский театральный институт имени А. Н. Островского, с детства мечтал стать актёром, но ему уже исполнилось 35 лет, и в актёры его не взяли из-за возраста, поэтому поступил на режиссёрский факультет, учился у Александра Александровича Музиля и Аркадия Иосифовича Кацмана. Окончил институт в 1965 году с красным дипломом. С ним вместе учились Геннадий Опорков, Лариса Малеванная, они его позвали в Красноярский ТЮЗ на должность главного режиссёра. В Иваново он поставил «Сто четыре страницы про любовь» Эдварда Радзинского и спектакль про молодёжь.

### Красноярский ТЮЗ
С 1965 года по 1968 год главный режиссёр Красноярского ТЮЗа. Театр размещался в доме культуры, актёры помогали строить декорации, изготовляли реквизит, плотничали.
О спектаклях, которые он поставил в Красноярске, писали в союзной прессе, в журналах «Театр» и «Театральная жизнь».
Поставил «Красноярскую балладу», «Глоток свободы» Б.Окуджавы, композицию «Про нас». Затем его пригласили в Московский театр имени Н. В. Гоголя.

### Московский театр имени Н. В. Гоголя
В Московском театре им. Гоголя он поставил «Дон Жуана», Мольера. Премьера была на сцене Малого театра. Министр культуры Карелии предложил ему ехать в Петрозаводск на должность главного режиссёра Русского драматического театра.

### Русский драматический театр Карельской АССР
С 1968 года по 1975 год руководил Русским драматическим театром Карельской АССР в Петрозаводске. В театр он приехал с группой молодых актёров из Красноярска. Поставил свой первый спектакль «Гроссмейстерский балл» по пьесе Ильи Штемлера. Исаака Штокбанта пригласили преподавать актёрское мастерство в Консерватории для будущих оперных артистов, на должность доцента.
По антисталинисткому роману петрозаводского писателя Дмитрия Гусарова он поставил спектакль «Любить и верить».
В Петрозаводске поставил «Клопа» В. Маяковского, «Ревизора» Гоголя, «Человека со стороны» И. Дворецкого, «Двадцать дней без войны» К. Симонова, «Валентина и Валентину» М. Рощина, «С любимыми не расставайтесь» А. Володина и другие.
В Петрозаводске ему присвоили первое звание — «Заслуженный деятель искусств КАССР».
С 1975 году написал заявление на увольнение по собственному желанию в Министерство культуры без указания причины, так как захотел вернуться в Ленинград.

### Ленконцерт
С 1975 года по 1983 год был художественным руководителем творческой мастерской «Ленконцерта».

### ЛГИТМиКиЛенинградский театр «Буфф»
Штокбанта пригласил его бывший преподаватель Александр Александрович Музиль стать мастером курса режиссёров эстрадного искусства в ЛГИТМиКе.
В 1978 году Штокбант принял курс артистов эстрадного искусства, в 1983 году с их помощью создал Ленинградский театр «Буфф», став его художественным руководителем и главным режиссёром.
Поставил мюзиклы «Тень» (по пьесе Е. Шварца), «Миллионерша» (по пьесе Б. Шоу), «Великий комбинатор» (по мотивам «Золотого телёнка» И. Ильфа и Е. Петрова), «Коломба, или Бумажные розы» (по пьесе Ж. Ануя).
Исаак Романович Штокбант преподавал в Российском государственном институте сценических искусств.
Скончался в ночь на 26 января 2020 года в Санкт-Петербурге. Похоронен на Еврейском кладбище.

## Награды
- Орден Почёта (21 апреля 2009 года) — за заслуги в развитии отечественной культуры и искусства, многолетнюю плодотворную деятельность[13]
- Орден Красной Звезды (1944)[9].
- Орден Отечественной войны II степени[7]
- Медаль «За трудовое отличие».
- Народный артист Российской Федерации (22 ноября 2003 года) — за большие заслуги в области искусства[1].
- Заслуженный деятель искусств Российской Федерации (16 апреля 1997 года) — за заслуги в области искусства[14]
- Заслуженный деятель искусств Карельской АССР[7]
- Почётная грамота Президента Российской Федерации (8 июня 2016 года) — за заслуги в развитии отечественной культуры и искусства, многолетнюю плодотворную деятельность[15]
- Благодарность Законодательного Собрания Санкт-Петербурга (23 октября 2013 года) — за выдающиеся личные заслуги в сфере культуры и искусства в Санкт-Петербурге, многолетнюю успешную творческую деятельность, а также в связи с 30-летием со дня основания Санкт-Петербургского государственного бюджетного учреждения культуры «Санкт-Петербургский государственный музыкально-драматический театр «Буфф»[16].
- Лауреат Российской национальной театральной премии «Золотая маска» (2015 год — «За выдающийся вклад в развитие театрального искусства»)[17]
- Дважды лауреат Высшей Театральной премии «Золотой софит» (1999 год — За режиссуру спектакля «Казанова в России», 2005 год — «За творческое долголетие и уникальный вклад в театральную культуру Санкт-Петербурга»)[17].

## Фильмография
Актёр
- 1993 — Не грусти (короткометражный)

Режиссёр
- 2000 — Казанова в России (фильм-спектакль)
- Ревизор(спектакль)

## Семья
Мать — Гута-Рахиль Абрамовна Штокбант (6 апреля 1906 — 2001)
Жена — Алевтина Хабибовна Файзрахманова (род. 19 ноября 1952) — директор театра «Буфф»
- Дочь Яна Исааковна Штокбант (род. 30 января 1981) — главный художник театра «Буфф»[19], замужем за актёром и композитором Андреем Александровичем Подберезским, сыном художника Александра Вениаминовича Подберезского.
  - Внуки — Даниил Штокбант, Ян Подберезский.
- Дочь от первого брака — Ольга Исааковна Славина (11 февраля 1957 — 6 апреля 2011) — преподаватель русского языка и литературы, заведовала литературной частью в театре «Буфф»[19].
  - Внучки — Мария Славина и Анна Славина[9][20][21][22].

### Пьесы
- Женщины моей мечты. — СПб.: СПбГУП, 2004. — 224 с. — ISBN 5-7621-0121-5
- Несерьёзные комедии про любовь. — Спб.: ИПЦ СПГУТД, 2009. — 324 с. — ISBN 978-5-8370-0705-7